# Брэдли, Пол
Пол Брэ́дли (англ. Paul Bradley; 13 июня 1983, Тейма) — американский боец смешанного стиля, представитель средней и полусредней весовых категорий. Выступает на профессиональном уровне начиная с 2006 года, известен по участию в турнирах таких бойцовских организаций как UFC, Bellator, Strikeforce и др.

## Биография
Пол Брэдли родился 13 июня 1983 года в городе Тейма, штат Айова. Ещё в школе начал серьёзно заниматься вольной борьбой, становился чемпионом и призёром штата в своей возрастной группе. Помимо этого, увлекался также футболом и бейсболом, но наибольшего успеха добился именно в борьбе, где по окончании школы имел весьма внушительный рекорд 168-18. Во время обучения Айовском университете состоял в университетской борцовской команде и регулярно принимал участие в различных студенческих соревнованиях, в частности в период 2003—2005 годов дважды получал статус всеамериканского спортсмена, выступал в первом дивизионе Национальной ассоциации студенческого спорта, был финалистом конференции Big Ten. После окончания университета в течение некоторого времени работал тренером по борьбе в Университете штата Нью-Йорк в Буффало и Индианском университете.
Дебютировал в смешанных единоборствах на профессиональном уровне в октябре 2006 года, победив своего первого соперника удушающим приёмом «гильотина» в первом же раунде. Первое время дрался преимущественно в штате Индиана на турнирах местного промоушена Legends of Fighting Championship, в течение двух лет одержал шесть побед подряд, не потерпев при этом ни одного поражения.
Благодаря череде удачных выступлений в марте 2008 года Брэдли получил приглашение стать участником седьмого сезона популярного бойцовского реалити-шоу The Ultimate Fighter. Он выиграл здесь один поединок и должен был присоединиться к команде Куинтона Джексона, однако вынужден был покинуть шоу из-за обнаруженного кожного заболевания, которое могло передаться другим участникам.
Брэдли продолжил активно участвовать в поединках и одержал ещё несколько побед. Первое в профессиональной карьере поражение потерпел в апреле 2009 года, единогласным решением судей от Майка Пирса. Имея в послужном списке двенадцать побед и лишь один проигрыш, он привлёк к себе внимание крупной американской организации Strikeforce — в итоге провёл здесь два боя, в первом выиграл единогласным решением у Леви Аверы, во втором проиграл техническим нокаутом Люку Рокхолду. В дальнейшем выступал в менее престижных промоушенах, как то KOTC, Shark Fights и некоторые другие — в большинстве случаев выходил из поединков победителем.
В 2011 году, имея серию из пяти побед подряд, Пол Брэдли подписал контракт с крупнейшей бойцовской организацией мира Ultimate Fighting Championship. Тем не менее, его карьера здесь сложилась не очень удачно, в дебютном поединке единогласным судейским решением он уступил бразильцу Рафаэлу Наталу, тогда как во втором раздельным решением проиграл Майку Пирсу, после чего был уволен из UFC.
В 2013 году Брэдли перешёл в другую крупную американскую организацию Bellator, где начал с победы единогласным решением над Карлом Амуссу. Позже он стал участником десятого сезона гран-при полусреднего веса, но уже на стадии четвертьфиналов уступил соотечественнику Натану Кою. Затем провёл в Bellator ещё три рейтинговых боя, два выиграл, один был признан несостоявшимся из-за непреднамеренного столкновения головами. В декабре 2016 года выступил на турнире World Series of Fighting, где единогласным решением судей проиграл японцу Юсину Оками.
В марте 2017 года на турнире организации M-1 Global в Москве встречался с россиянином Александром Шлеменко и проиграл ему единогласным решением судей.

## Статистика в профессиональном ММА
| Боёв 34         | Побед 23 | Поражений 9 |
| --------------- | -------- | ----------- |
| Нокаутом        | 8        | 2           |
| Сдачей          | 7        | 0           |
| Решением        | 8        | 7           |
| Не состоявшихся | 2        | 2           |

| Результат    | Рекорд   | Соперник           | Способ                       | Турнир                                        | Дата             | Раунд | Время | Место                | Примечание                                                   |
| ------------ | -------- | ------------------ | ---------------------------- | --------------------------------------------- | ---------------- | ----- | ----- | -------------------- | ------------------------------------------------------------ |
| Поражение    | 23-9 (2) | Жуан Зеферину      | TKO (удары руками)           | PFL 3                                         | 5 июля 2018      | 1     | 1:58  | Вашингтон, США       |                                                              |
| Поражение    | 23-8 (2) | Александр Шлеменко | Единогласное решение         | M-1 Challenge 75                              | 3 марта 2017     | 3     | 5:00  | Москва, Россия       |                                                              |
| Поражение    | 23-7 (2) | Юсин Оками         | Раздельное решение           | WSOF 34                                       | 31 декабря 2016  | 3     | 5:00  | Нью-Йорк, США        |                                                              |
| Победа       | 23-6 (2) | Крис Ханикатт      | TKO (удары руками)           | Bellator 148                                  | 29 января 2016   | 1     | 0:40  | Фресно, США          |                                                              |
| Не состоялся | 22-6 (2) | Крис Ханикатт      | NC (столкновение головами)   | Bellator 140                                  | 17 июля 2015     | 2     | 2:47  | Анкасвилл, США       |                                                              |
| Победа       | 22-6 (1) | Джош Нир           | Единогласное решение         | Bellator 129                                  | 17 октября 2014  | 3     | 5:00  | Каунсил-Блафс, США   |                                                              |
| Поражение    | 21-6 (1) | Натан Кой          | Единогласное решение         | Bellator 112                                  | 14 марта 2014    | 3     | 5:00  | Хаммонд, США         | Четвертьфинал 10 сезона гран-при Bellator полусреднего веса. |
| Победа       | 21-5 (1) | Карл Амуссу        | Единогласное решение         | Bellator 104                                  | 18 октября 2013  | 3     | 5:00  | Сидар-Рапидс, США    |                                                              |
| Поражение    | 20-5 (1) | Валдир Араужо      | Раздельное решение           | CFA 8: Araújo vs. Bradley                     | 6 октября 2012   | 3     | 5:00  | Корал-Гейблс, США    |                                                              |
| Победа       | 20-4 (1) | Кит Сметана        | TKO (удары руками)           | Downtown Showdown 6                           | 22 июня 2012     | 2     | 2:37  | Миннеаполис, США     |                                                              |
| Победа       | 19-4 (1) | Райан Браун        | Сдача (треугольник руками)   | Downtown Showdown 4                           | 7 апреля 2012    | 2     | 2:11  | Миннеаполис, США     |                                                              |
| Поражение    | 18-4 (1) | Майк Пирс          | Раздельное решение           | UFC on Fox: Velasquez vs. dos Santos          | 12 ноября 2011   | 3     | 5:00  | Анахайм, США         | Бой в полусреднем весе.                                      |
| Поражение    | 18-3 (1) | Рафаэл Натал       | Единогласное решение         | UFC 133                                       | 6 августа 2011   | 3     | 5:00  | Филадельфия, США     | Бой в среднем весе.                                          |
| Победа       | 18-2 (1) | Эдди Ларри         | Сдача (треугольник руками)   | Extreme Challenge 188                         | 23 июля 2011     | 1     | 2:54  | Миннеаполис, США     |                                                              |
| Победа       | 17-2 (1) | Кеннет Аллен       | Сдача (гильотина)            | Extreme Challenge 183                         | 14 мая 2011      | 1     | 0:45  | Блэк-Ривер-Фолс, США |                                                              |
| Победа       | 16-2 (1) | Энтон Томаш        | TKO (удары руками)           | Meskwaki Mayhem                               | 7 мая 2011       | 1     | 1:27  | Тейма, США           |                                                              |
| Победа       | 15-2 (1) | Тед Уортингтон     | Сдача (болевой на шею)       | CFX: Extreme Challenge on Target              | 11 декабря 2010  | 3     | 2:31  | Миннеаполис, США     |                                                              |
| Победа       | 14-2 (1) | Джонни Рис         | Сдача (удушение сзади)       | Shark Fights 13: Jardine vs Prangley          | 11 сентября 2010 | 1     | 4:28  | Амарилло, США        |                                                              |
| Не состоялся | 13-2 (1) | Сэм Алви           | NC (сильный дождь)           | KOTC: Chain Reaction                          | 17 июля 2010     | N/A   | N/A   | Лак-дю-Фламбо, США   |                                                              |
| Поражение    | 13-2     | Люк Рокхолд        | TKO (коленями в корпус)      | Strikeforce Challengers: Kaufman vs. Hashi    | 26 февраля 2010  | 1     | 2:24  | Сан-Хосе, США        |                                                              |
| Победа       | 13-1     | Леви Авера         | Единогласное решение         | Strikeforce Challengers: Kennedy vs. Cummings | 25 сентября 2009 | 3     | 5:00  | Талса, США           | Бой в промежуточном весе 176 lb                              |
| Победа       | 12-1     | Леонардо Пеканья   | Единогласное решение         | UCFC: Rumble on the Rivers                    | 27 июня 2009     | 3     | 5:00  | Питтсбург, США       |                                                              |
| Поражение    | 11-1     | Майк Пирс          | Единогласное решение         | RIE 2: Brotherly Love Brawl                   | 30 апреля 2009   | 3     | 5:00  | Окс, США             |                                                              |
| Победа       | 11-0     | Натан Кой          | Раздельное решение           | WCA: Pure Combat                              | 6 февраля 2009   | 3     | 5:00  | Атлантик-Сити, США   |                                                              |
| Победа       | 10-0     | Данте Ривера       | TKO (удары руками)           | Ring of Combat 22                             | 21 ноября 2008   | 1     | 0:34  | Атлантик-Сити, США   | Выиграл титул чемпиона ROC в среднем весе.                   |
| Победа       | 9-0      | Патрик Хорнер      | Единогласное решение         | NAAFS: Caged Fury 5                           | 4 октября 2008   | 3     | 5:00  | Кливленд, США        |                                                              |
| Победа       | 8-0      | Демарко Харрис     | Единогласное решение         | Evening in the Cage 2                         | 19 июля 2008     | 3     | 5:00  | Форт-Уолтон-Бич, США |                                                              |
| Победа       | 7-0      | Диджей Уоткинс     | TKO (удары руками)           | Destiny Fight 1                               | 15 марта 2008    | 1     | 2:27  | Форт-Уолтон-Бич, США |                                                              |
| Победа       | 6-0      | Майк ван Мир       | TKO (удары руками)           | Masters of the Cage 16                        | 28 сентября 2007 | 3     | 3:58  | Оклахома-Сити, США   |                                                              |
| Победа       | 5-0      | Райан Браун        | Сдача (удушение сзади)       | Title Fighting Championships                  | 30 июня 2007     | 1     | 0:56  | Де-Мойн, США         |                                                              |
| Победа       | 4-0      | Трой Кинг          | Решение большинства          | LOF 15: Vengeance                             | 27 апреля 2007   | 3     | 5:00  | Индианаполис, США    |                                                              |
| Победа       | 3-0      | Джо Нис            | TKO (удары руками)           | LOF Revolution 4                              | 13 апреля 2007   | 1     | 2:01  | Плейнфилд, США       |                                                              |
| Победа       | 2-0      | Адам Стоуп         | TKO (остановлен секундантом) | LOF 12: Black Tie Battles                     | 31 декабря 2006  | 2     | 5:00  | Индианаполис, США    |                                                              |
| Победа       | 1-0      | Джеймс Пауэлл      | Сдача (гильотина)            | LOF: Fright Night                             | 28 октября 2006  | 1     | N/A   | Индианаполис, США    |                                                              |